# Fairwater (Wisconsin)
Fairwater es una villa ubicada en el condado de Fond du Lac en el estado estadounidense de Wisconsin. En el Censo de 2010 tenía una población de 371 habitantes y una densidad poblacional de 189,98 personas por km².

## Geografía
Fairwater se encuentra ubicada en las coordenadas 43°44′31″N 88°52′17″O / 43.74194, -88.87139. Según la Oficina del Censo de los Estados Unidos, Fairwater tiene una superficie total de 1.95 km², de la cual 1.91 km² corresponden a tierra firme y (2.39%) 0.05 km² es agua.

## Demografía
Según el censo de 2010, había 371 personas residiendo en Fairwater. La densidad de población era de 189,98 hab./km². De los 371 habitantes, Fairwater estaba compuesto por el 95.15% blancos, el 0.81% eran afroamericanos, el 0.54% eran amerindios, el 0.27% eran asiáticos, el 0% eran isleños del Pacífico, el 3.23% eran de otras razas y el 0% pertenecían a dos o más razas. Del total de la población el 6.47% eran hispanos o latinos de cualquier raza.